# Aveizieux
Aveizieux là một xã trong tỉnh Loire miền trung nước Pháp.